# George Handasyde
George Harris Handasyde, född omkring 1877 i Edinburgh, död 1958, var en brittisk flygplanskonstruktör och företagsledare.
Handasyde konstruerade sitt första flygplan i norra London 1908 och bildade tillsammans med Helmut Martin 1909 bolaget Martin & Handasyde för att tillverka monoflygplan i Brooklands. Företaget bytte namn till Martinsyde Ltd 1915 och var då på grund av alla beställningar från Royal Flying Corps Storbritanniens tredje största flygplanstillverkare med en stor fabrik i Woking och anläggningar med flygfält i Brooklands. 
Under första världskriget beställdes över 3000 flygplan från företaget men när freden kom stod man med ett lager på 200 färdiga flygplan, som över en natt blivit svårsålda. För att försöka rädda företaget anlitades Howard Newman som konstruktör av motorcyklar som skulle bli företagets andra produkt. Efter att fabriken drabbades av en brand och den minskade försäljningen medförde att företagets lönsamhet minskade ansökte man om konkurs 1921. Men Handasyde lämnade företaget redan 1920 och tog då med sig den blivande konstruktören Sydney Camm för att fortsätta som flygplanskonstruktör där han bland annat konstruerade ett glidflygplan som med Frederick Phillips Raynham som pilot vann en uthållighets tävling vid Itford Hill competition 1922 och som konsult arbetade han med olika lösningar av passagerarflygplan. I början av 1930-talet knöts han som konstruktör vid Desoutter Aircraft Co där han vidareutvecklade nederländska Koolhoven flygplan. Därefter anställdes han vid British Klemm Aeroplane Co där han ansvarade för omkonstruktionsarbetet av Eagle och Double Eagle varianterna av Klemm. Vid sin pensionering 1939 bosatte han sig i Skottland.